# Haptoderodes
Haptoderodes is een geslacht van kevers uit de familie van de loopkevers (Carabidae). De wetenschappelijke naam van het geslacht is voor het eerst geldig gepubliceerd in 1986 door Straneo.

## Soorten
Het geslacht Haptoderodes omvat de volgende soorten:
- Haptoderodes convexus Straneo, 1986
- Haptoderodes planulus Straneo, 1986